# Venezia e Napoli
Venezia e Napoli („Venedig und Neapel“) – Searle 162 – sind drei von Franz Liszt 1859 komponierte Charakterstücke für Klavier solo. Veröffentlicht wurden sie als 1861 als Ergänzung zum zweiten Jahr der Années de pèlerinage, zum Teil als eine Revision von um 1840 komponierten Werken mit dem gleichen Namen.

## Gondoliera
Die Gondoliera greift das venezianische Volkslied La bionda in gondoletta von Giovanni Battista Peruchini (1784–1870) auf: Ein Kavalier lädt eine junge Frau zu einer romantischen Gondelfahrt ein – mit durchaus eindeutigen Hintergedanken. Der Anblick der Geliebten, die vom Wogen der Wellen eingelullt eingeschlafen ist, führt ihn aber auf den Pfad der Tugend zurück – er bringt es nicht übers Herz, sie aufzuwecken.

## Canzone
Die Canzone zitiert Gioachino Rossinis Oper Othello. Unmittelbar bevor Othello auftritt, um Desdemona zu töten, erklingt im Hintergrund das Lied eines Gondoliers, das sich auf einen Vers aus Dantes Divina comedia bezieht: “Nessun maggior dolore / che ricordarsi del tempo felice / ne la miseria” („Kein größerer Schmerz als sich erinnern glücklich heiterer Zeit im Unglück“).

## Tarantella
Als Abschluss folgt eine virtuose Tarantella, die auf zwei Themen des Komponisten und Musikwissenschaftlers Guillaume-Louis Cottrau (1797–1847) basiert. Als Mittelteil wird noch eine mit zahlreichen virtuosen Ornamenten und Umspielungen garnierte Canzone napoletana – ein neapolitanische Volkslied eingeführt.